# Eilema predotae
Eilema predotae is een vlinder uit de familie van de spinneruilen (Erebidae), onderfamilie beervlinders (Arctiinae). De wetenschappelijke naam van de 
soort is voor het eerst geldig gepubliceerd in 1927 door Schawerda.
Deze nachtvlinder komt voor in Europa.